# 俵千城
俵 千城（たわら　たてき　1967年〈昭和42年〉2月12日- ）は、日本の海上自衛官。初代統合作戦副司令官。階級は海将。

## 略歴
島根県出身。1989年（平成元年）3月に防衛大学校（33期）を卒業し、海上自衛隊に入隊。職種は潜水艦。入隊後は主に潜水艦部隊で勤務し、防衛大学校訓練部長、海洋業務・対潜支援群司令、海上幕僚監部指揮通信情報部長、潜水艦隊司令官、佐世保地方総監などの要職を歴任し、2025年（令和7年）3月24日から初代統合作戦副司令官。

## 年譜
- 1989年（平成元年）3月：防衛大学校（第33期）卒業、海上自衛隊入隊
- 2004年（平成16年）
  - 1月：2等海佐
  - 8月：わかしお副長 兼 航海長
- 2005年（平成17年）8月：潜水艦隊司令部勤務
- 2006年（平成18年）3月：たかしお艦長
- 2007年（平成19年）3月：統合幕僚監部防衛計画部計画課勤務
- 2008年（平成20年）
  - 1月：1等海佐
  - 12月：海上自衛隊幹部学校付（インド国防大学研修）
- 2009年（平成21年）12月：海上幕僚監部指揮通信情報部指揮通信課勤務
- 2010年（平成22年）4月：海上幕僚監部指揮通信情報部指揮通信課指揮通信班長
- 2011年（平成23年）8月：第3潜水隊司令
- 2012年（平成24年）
  - 8月：海上幕僚監部防衛部防衛課防衛調整官
  - 12月：海上幕僚監部防衛部運用支援課長
- 2015年（平成27年）3月30日：海将補昇任、統合幕僚監部運用部副部長[4]
- 2016年（平成28年）3月23日：防衛大学校訓練部長[5]
- 2018年（平成30年）3月27日：海洋業務・対潜支援群司令[6]
- 2019年（令和元年）4月1日：海上幕僚監部指揮通信情報部長[7]
- 2021年（令和03年）12月22日：海将昇任、第25代 潜水艦隊司令官に就任[8]
- 2023年（令和05年）8月29日：第48代 佐世保地方総監に就任[9]
- 2025年（令和07年）3月24日：初代 統合作戦副司令官に就任[3]